# Нойберг-ан-дер-Мюрц
Нойберг-ан-дер-Мюрц (нім. Neuberg an der Mürz) — ярмаркова комуна  (нім. Marktgemeinde)  в Австрії, у федеральній землі Штирія. 
Входить до складу округу Брук-Мюрццушлаг.  Населення становить 1423 осіб (станом на 31 грудня 2005 року). Займає площу 63,98 км².

## Політична ситуація
Бургомістр комуни — Альберт Фельзер (СДПА) за результатами виборів 2005 року.
Рада представників комуни (нім. Gemeinderat) складається з 15 місць.
- СДПА займає 8 місць.
- АНП займає 6 місць.
- АПС займає 1 місце.